# Abraham Ramos
Abraham Ramos (Cidade do México, 13 de fevereiro de 1974) é um ator mexicano. 

## Biografia
Ingressou na CEA, da Televisa. Estreou na televisão na novela Retrato de familia, de 1995, produção de Lucy Orozco onde compartilhou créditos com Helena Rojo y Alfredo Adame.
No mesmo ano participou da novela La Paloma. Posteriormente participou das novelas Canción de amor, Mi querida Isabel María Isabel e Sin ti
Em 2008 fez uma participação em Al diablo con los guapos como 'Sergio' e depois participou de Cuidado con el ángel interpretando 'Adrián'.
Também participou de séries, como Mujer, casos de la vida real, Mujeres asesinas, La rosa de Guadalupe e Como dice el dicho.
Em 2011 regressa a televisão na novela Dos hogares.

## Carreira

### Telenovelas
- Por amar sin ley (2018)....Advogado Ornelas
- Quiero amarte (2013).... David Serrano
- Dos hogares (2011-2012)....Claudio Ballesteros
- Cuidado con el ángel (2008)-(2009)....Adrián González
- Al diablo con los guapos (2007)....Sergio Cruz
- Bajo las riendas del amor (2007)....Sebastián Corcuera
- Peregrina (2005)....Iván
- Inocente de ti (2004-2005)....Efraín Castillo Linares-Robles
- Las vías del amor (2002-2003)....Enrique Mendoza
- Mujer bonita (2001)....Orlando
- Siempre te amaré (2000)....Leonardo Reyes Pastor
- Laberintos de pasión (1999-2000)....Cristóbal Valencia
- Camila (1998-1999)....Pablo Juárez
- Sin ti (1997-1998)....
- María Isabel (1997-1998)....Ramón
- Mi querida Isabel (1996-1997)....Rolando
- Canción de amor (1996)....Adrián
- Retrato de familia (1995-1996)....Jaime

### Séries
- Como dice el dicho (2011-2014)
- Tanto peca el que mata la vaca como el que le jala la pata - Güicho (2011)
- Dios aprieta pero no ahorca - Roberto
- Bástele a cada quien su afán - Luis (2014)
- La cuerda siempre se rompe por lo más delgado - Javier (2013)
- El que no conoce a Dios donde quiera se anda hincando - Juan/Pastor Philip (2014)
- La rosa de Guadalupe (2008-2015)
- El Amor es para más de Dos - Octavio (2010)
- Vuelta en U - Miguel (2008)
- El Camino Correcto - Salomón (2012)
- La Madrastra - León (2013)
- Ébola - Israel (2014)
- Las Heridas Del Alma - Alberto (2015)
- Tiempo final  (2009) Capítulo "El Clown"
- Mujeres asesinas (2008)....Julián Castaño
- Mujer, casos de la vida real 16 episodios (1995-2006)

### Cinema
- La última llamada  (1996).... Mario Cortés
- Como tú me has deseado (2005)....Aníbal Soler